# كريستيان لان
كريستيان لان (بالإنجليزية: Christian Lane)‏ هو مغن مؤلف أمريكي، ولد في 9 مايو 1975.

## وصلات خارجية
- كريستيان لان على موقع ميوزك برينز (الإنجليزية)
- كريستيان لان على موقع أول ميوزيك (الإنجليزية)
- كريستيان لان على موقع ديسكوغز (الإنجليزية)